# Mărgineni (Bacău)

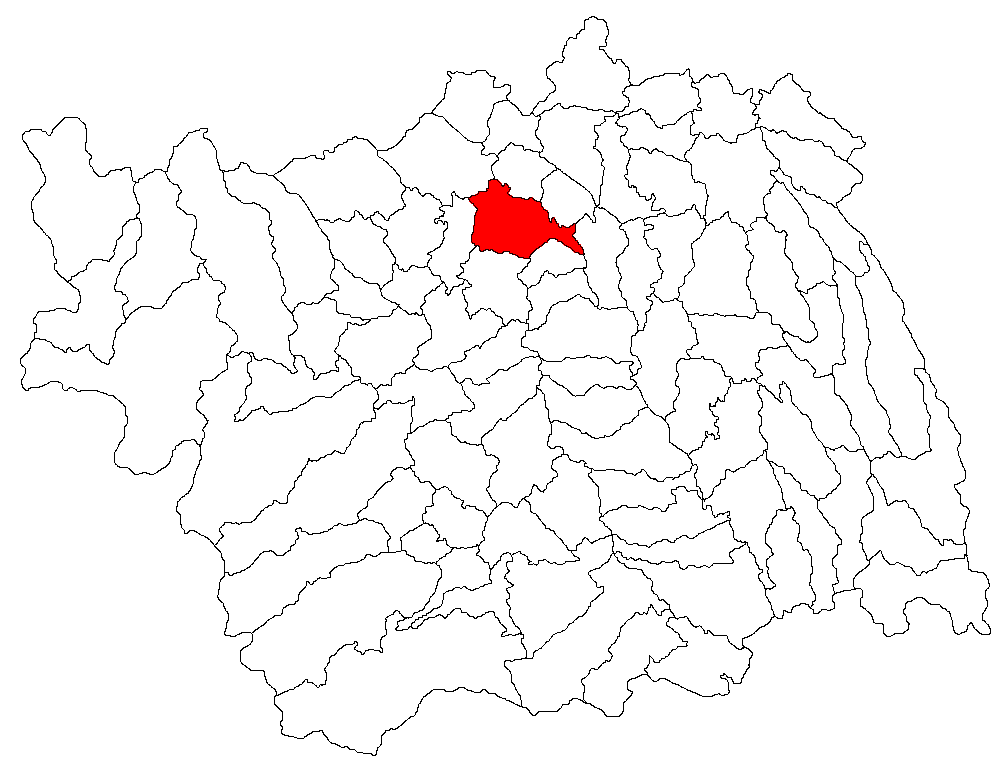
Lage der Gemeinde Mărgineni im Kreis Bacău

Mărgineni ist eine Gemeinde im  Kreis Bacău in der Region Moldau in Rumänien. Die Gemeinde besteht aus acht Dörfern: Barați, Luncani, Mărgineni, Pădureni, Podiș, Poiana, Trebeș und Valea Budului.

## Geografische Lage
Mărgineni liegt im Norden des Kreises Bacău, sechs Kilometer von der Kreishauptstadt Bacău entfernt.

## Nachbarorte
| Blăgești | Hemeiuș                                     | Bacău |
| Pârjol   | Kompassrose, die auf Nachbargemeinden zeigt | Bacău |
| Strugari | Măgura                                      | Bacău |

## Geschichte
Archäologische Funde zeugen von der Existenz menschlichen Lebens seit dem Neolithikum auf dem Territorium des heutigen Mărgineni. 1964 wurde auf dem Hügel Chichindel in Mărgineni ein getisches Grab freigelegt. Die zu Tage gelegte Urne befindet sich im Museum von Bacău.
Eine erste urkundliche Erwähnung von Mărgineni stammt aus dem Jahr 1619, als das Gut dem Bojaren Manolache Ruset gehörte. 1711 besiegte Ștefan Ruset eine Horde von 100 polnischen Soldaten und wurde dafür von dem Gospodaren Constantin Mavrocordat belohnt.
Die Hauptbeschäftigung der Bevölkerung ist die Landwirtschaft vor allem der Getreidebau, aber auch Viehzucht, Weinbau und das Handwerk.